# グアムクイナ
グァムクイナ（瓜姆水鶏、Gallirallus owstoni）は、鳥綱ツル目クイナ科に分類される鳥類。

## 分布
アメリカ合衆国（グアム島）。グアム島に再導入、ロタ島に移入。

## 形態
全長28センチメートル。尾羽は短い。上面の羽衣は褐色や黄褐色で、頭頂や眼先、頬の羽衣は赤褐色。眼上部には眉状に灰色の筋模様（眉斑）が入る。頸部から胸部の羽衣は淡灰色で、羽毛が生え換わった直後には淡黄色や黄褐色の帯模様が入る。胸部から腹部の羽衣は黒く、白や淡黄褐色の細い縞模様が入る。
虹彩は赤い。後肢は淡褐色。

## 生態
森林、低木林、サバンナ、草原、農耕地などに生息していた。夜行性。飛翔する事はできない。
食性は雑食で、陸棲の巻貝、昆虫、小型爬虫類、動物の死骸、花、果実、種子などを食べる。
繁殖形態は卵生。周年繁殖（主に雨期にあたる7-11月）し草を組み合わせたお椀状の巣を雌雄で作り、1-4個（主に3-4個）の卵を産む。雌雄交代で抱卵し、抱卵期間は19日。

## 人間との関係
人為的に移入されたネコ、ブタ、ナンヨウオオガシラによる捕食などにより生息数は激減した。1981年における生息数は2,000羽、1983年における生息数は100羽以下、1987年には野生個体は絶滅したとされる。1982年から飼育下個体を繁殖される試みが進められ、1987年にロタ島に移入（1999年に初めて繁殖が確認された）、1998年にグアム島北部のナンヨウオオガシラを駆除し囲い込みをした地域に再導入された。